# Frank Henry (Radsportler)

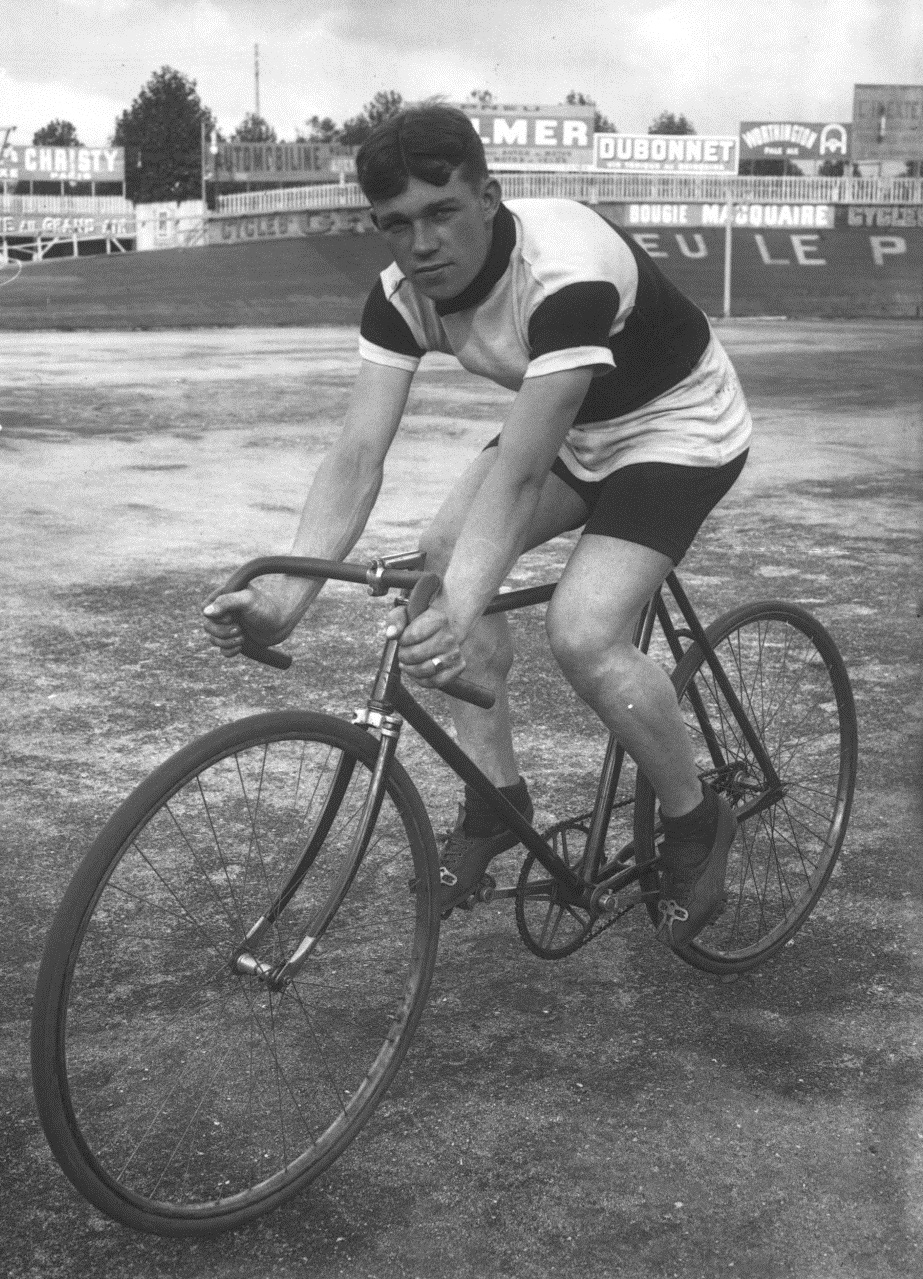
Frank Henry

François „Frank“ Henry, auch Franck Henry, (* 5. Oktober 1892 in Landerneau; † 9. November 1914 in Courcelles-sur-Vesle) war ein französischer Radrennfahrer.

## Leben
Frank Henry stammte aus der Bretagne, war der Sohn eines französischen Gärtners und einer englischen Köchin und gelernter Mechaniker. Vor dem Ersten Weltkrieg galt er hoffnungsvolles Radsport-Talent. 1913 und 1914 gewann er das Critérium du Midi und wurde französischer Straßenmeister der Unabhängigen (vergleichbar mit Amateuren). Ebenfalls in der Klasse der Unabhängigen gewann er 1913 und 1914 Paris–Roubaix und 1913 Paris–Tours sowie Paris–Troyes. Er startete für den Vélo Club Levallois (VCL) und wurde von dem damals berühmten „Meistermacher“ Paul Ruinart trainiert, der in Henry einen zukünftigen champion d’une classe exceptionnelle (franz. = Champion der Extraklasse) sah.
Zu Beginn des Ersten Weltkriegs wurde Henry eingezogen und als Motorrad-Kurier für das Grand Quartier Général eingesetzt. Am 9. November 1914 fuhr er mit seinem Motorrad auf eine Granate und starb an den Folgen der Explosion.